# ADC d'aproximació successiva

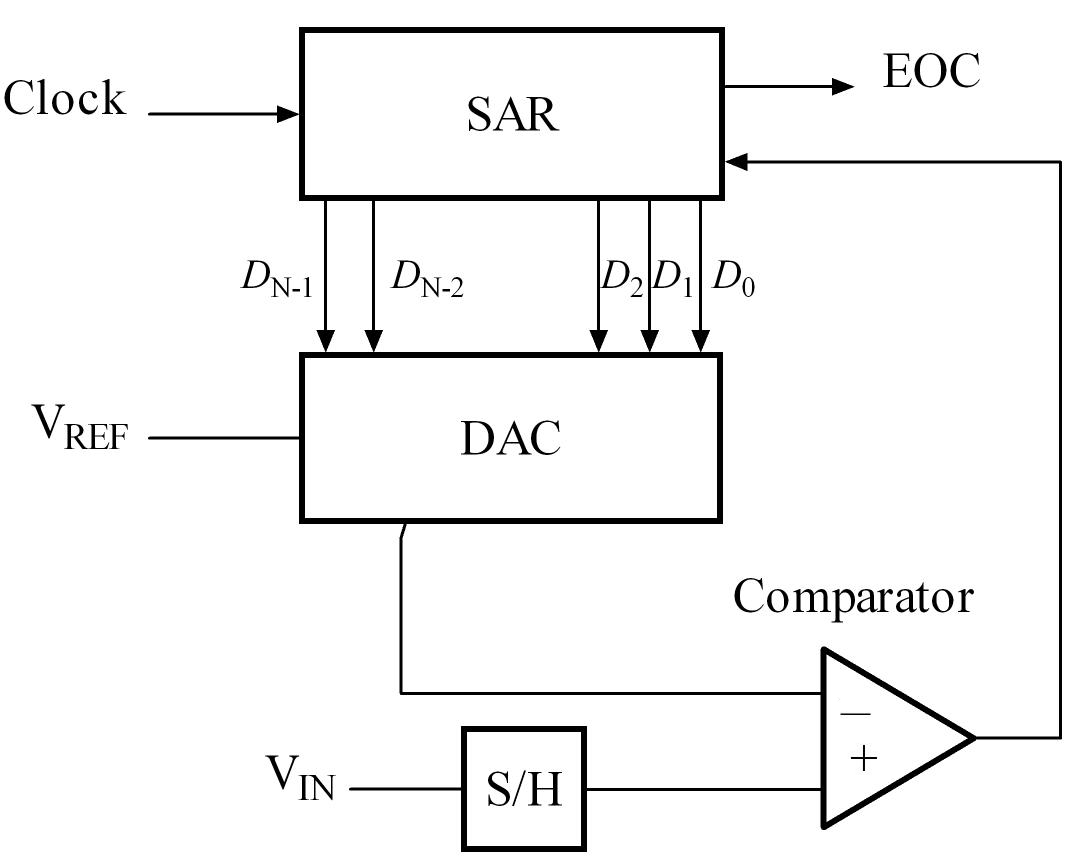
Diagrama de blocs ADC d'aproximació successiva que mostra convertidor digital a analògic (DAC), indicador de final de conversió (EOC), registre d'aproximació successiva (SAR), circuit de mostra i retenció (S/H), voltatge d'entrada (V_{in}) i referència tensió (V_{ref}).

Un ADC d'aproximació successiva és un tipus de convertidor analògic a digital que converteix una forma d'ona analògica contínua en una representació digital discreta mitjançant una cerca binària a través de tots els nivells de quantificació possibles abans de convergir finalment en una sortida digital per a cada conversió.

## Algoritme
El circuit convertidor analògic-digital d'aproximació successiva consta típicament de quatre subcircuits principals:
1. Un circuit de mostreig i retenció per adquirir la tensió d'entrada Vin.
2. Un comparador de tensió analògic que compara Vin amb la sortida del DAC intern i dona el resultat de la comparació al registre d'aproximació successiva (SAR).
3. Un subcircuit de registre d'aproximació successiva dissenyat per subministrar un codi digital aproximat de Vin DAC intern.
4. Un DAC de referència interna que, per comparar-lo amb Vref, subministra al comparador una tensió analògica igual a la sortida de codi digital del SARin.

Animació d'un ADC d'aproximació successiva de 4 bits.

El registre d'aproximació successiu s'inicialitza de manera que el bit més significatiu (MSB) sigui igual a un 1 digital. Aquest codi s'introdueix al DAC, que després subministra l'equivalent analògic d'aquest codi digital (Vref/2) al circuit comparador per comparar-lo amb la tensió d'entrada mostrada. Si aquesta tensió analògica supera Vin, aleshores el comparador fa que el SAR reiniciï aquest bit; en cas contrari, el bit es deixa com a 1. A continuació, el següent bit es posa a 1 i es fa la mateixa prova, continuant aquesta cerca binària fins que s'hagi provat tots els bits del SAR. El codi resultant és l'aproximació digital de la tensió d'entrada mostrejada i, finalment, el SAR l'emet al final de la conversió (EOC).